# نانوفیلتراسیون
نانوفیلتراسیون (به انگلیسی: Nanofiltration) یا نانوپالایش، روش جدیدتری از فرآیندهای فیلتراسیون غشایی است. این روش معمولاً برای جداسازی ذرات از آب‌هایی استفاده می‌شود که دارای مقادیر کمی از مواد جامد محلول هستند؛ مانند آب‌های سطحی و آب‌های شیرین زیرزمینی. هدف این روش حذف کاتیون‌های چند ظرفیتی و حذف مواد ضدعفونی‌کنندهٔ پیش‌ساخته مانند مواد آلی طبیعی و مصنوعی است.
کاربرد نانوفیلتراسیون در صنایع غذایی مانند صنایع لبنی به‌طور گسترده‌ای در حال گسترش است. در این صنایع برای حذف جزئی مواد معدنی (یون‌های تک ظرفیتی) از نانوفیلتراسیون استفاده می‌شود.

## تاریخچه
تاریخچه نانو فیلتراسیون به دههٔ هفتاد میلادی بازمی‌گردد. زمانی که غشاهای اسمز معکوس با فشارهای نسبتاً پایین همراه با جریان آب تصفیه‌ای قابل قبول، بسط و توسعه پیدا کردند. استفاده از فشارهای بسیار بالا در فرایند اسمز معکوس، اگر چه منجر به تهیهٔ آب با کیفیت بسیار عالی می‌شد، ولی به همان نسبت هزینهٔ گزاف انرژی مصرفی، عاملی نگران کننده به‌شمار می‌آمد. در نتیجه، تهیهٔ آب با استفاده از این روش از نظر اقتصادی مقرون به صرفه نبود؛ بنابراین استفاده از غشاهایی که درصد کم‌تری از ترکیبات محلول را حذف می‌کردند، اما قدرت نفوذ آب بیشتری داشتند و به طبع آن، حجم آب تصفیه شده با کیفیتی مطلوب (درحد استانداردهای مورد نظر) را افزایش می‌دادند، در فناوری جداسازی یک پیشرفت قابل ملاحظه به‌شمار می‌آمد. از این رو غشاهای اسمز معکوس با فشار پایین، به‌عنوان غشاهای نانو فیلتراسیونی شناخته شدند.
پژوهش‌هایی که برای توسعهٔ غشاهای اسمز معکوس توسط جان کدوت (به انگلیسی: John Cadotte) صورت می‌گرفت، در سال ۱۹۸۴ میلادی منجر به گونهٔ جدیدی از غشا شد که اولین نمونه در دسته‌بندی نانوفیلتراسیون شناخته می‌شود. غشاهای ساخته شده توسط کدوت یون‌های کلرید را با شار بالا از خود عبور می‌دادند و در مقابل، یون‌های سولفات را به خوبی و به سرعت جدا می‌کردند.

## بررسی اجمالی
نانوفیلتراسیون یک روش مبتنی بر فیلتراسیون غشایی است و از منافذی در مقیاس نانومتری استفاده می‌کند که از غشا عبور می‌کنند. غشاهای نانوفیلتراسیون منافذی در مقیاس ۱ تا ۱۰ نانومتر دارند که از اندازهٔ منافذ در ریزپالایش (میکرو فیلتراسیون) و فراپالایش (اولترا فیلتراسیون) کوچک‌تر و از منافذ روش اسمز معکوس کمی بزرگ‌تر است. غشاهای مورد استفاده در نانوفیلتراسیون عمدتاً از لایه‌های نازک پلیمری ساخته می‌شوند. موادی که استفاده می‌شوند هم اغلب پلی اتیلن ترفتالات یا فلزاتی مانند آلومینیوم هستند. ابعاد منافذ توسط پی اچ (به انگلیسی: pH)، دما و زمان گسترش، با تراکم منافذ در بازهٔ ۱ تا ۱۰۶ منفذ در سانتی‌متر مربع کنترل می‌شود.
از لحاظ علمی این دسته از غشاها مابین دسته‌بندی فراپالایش و اسمز معکوس قرار می‌گرفتند؛ بنابراین مشهور به اسمز معکوس سست یا باز و همین‌طور اولترافیلتراسیون محکم شدند.

## مزایا و معایب
یکی از اصلی‌ترین مزایای نانوفیلتراسیون به عنوان یک روش نرم کردن آب (در مقابل آب سخت)، این است که در حین فرایند نگه داشتن یون‌های کلسیم و منیزیم، هنگامی که یون‌های هیدرات تک ظرفیتی از غشا عبور می‌کنند، فیلتراسیون بدون اضافه کردن یون‌های سدیم انجام می‌شود. (برخلاف مبدل‌های یونی) هم‌چنین بسیاری از فرایندهای جداسازی در دمای اتاق انجام نمی‌شود (مانند فرایند تقطیر) و این فرایندها هزینه‌های هنگفتی دارند. چرا که نیاز است سرمایش یا گرمایش پیوسته در حین فرایند به کار رود. انجام جداسازی مولکولی ملایم با نانوفیلتراسیون ارتباط تنگاتنگی دارد که غالباً در سایر فرآیندهای جداسازی دیده نمی‌شود. دو مزیتی که بیان شد، از مزایای اصلی نانوفیلتراسیون است. مزیت مطلوب دیگر نانوفیلتراسیون، توانایی انجام فرایند بر روی حجم‌های زیاد و از طرف دیگر تولید جریان‌های خروجی پیوسته‌است. البته هنوز نانوفیلتراسیون کم‌ترین کاربرد را در بین روش‌های مختلف فیلتراسیون غشایی در صعنت دارد؛ زیرا اندازهٔ منافذ تنها به چند نانومتر محدود می‌شود. درنتیجه برای ذرات ریزتر، اسمز معکوس و برای ذرات بزرگ‌تر، اولترافیلتراسیون به کار می‌رود. هم‌چنین اولترافیلتراسیون می‌تواند درمواردی که نانوفیلتراسیون به کار می‌رود، استفاده شود؛ چراکه روش مرسوم‌تری است.
از طرف دیگر، یک عیب اصلی مربوط به فناوری نانو، مانند فناوری‌های فیلتر غشایی، هزینه و نگه‌داری غشاهای مورد استفاده است. غشاهای نانوفیلتراسیون، یکی از بخش‌های گران‌قیمت فرایند هستند. تعمیرات و تعویض غشاها بستگی به عوامل مختلفی مانند مقدار کل مواد جامد محلول، سرعت جریان ورودی و اجزای استفاده شده در حین فرایند دارد. برای استفاده از نانوفیلتراسیون در صنایع گوناگون، باید یک برآورد زمانی برای جایگزینی نانوفیلترها به صورت مرتب داشت. به این ترتیب نانوفیلترها مدت زمان کوتاهی قبل یا بعد از اتمام کارکرد بهینه‌شان جایگزین می‌شوند.

## نفوذپذیری انتخابی غشاهای نانو

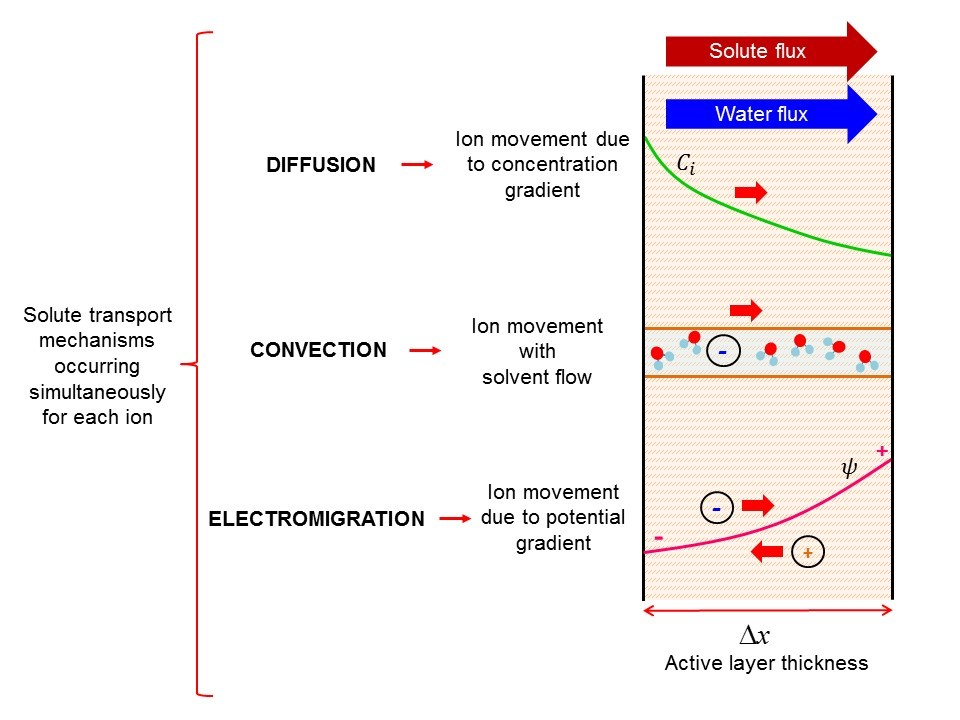
سازوکار انتقال مواد حل‌شونده از راه غشا، در نانوفیلتراسیون

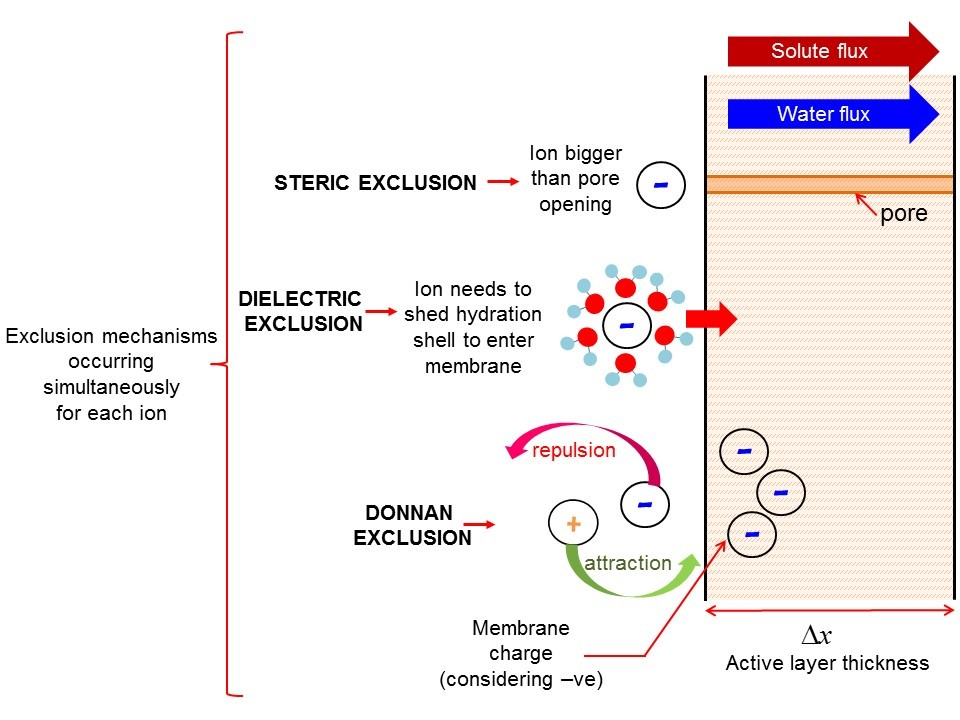
سازوکارهای اصلی عدم نفوذ، که اجازهٔ ورود مواد حل‌شونده به منافذ را نمی‌دهد.

برخلاف غشاهای دارای منافذ کوچک‌تر و بزرگ‌تر، عبور مواد حل‌شده و املاح از راه نانوفیلتراسیون، به‌طور قابل توجهی پیچیده‌تر است.
باتوجه به اندازهٔ منافذ، سه نوع انتقال مواد حل‌شونده و املاح از راه غشا وجود دارد که عبارتند از:
1. انتشار (به انگلیسی: diffusion): مولکول به دلیل اختلاف (سطح) غلظت انجام می‌شود. همان‌طور که از راه غشاهای اسمز معکوس دیده می‌شود.
2. همرفت (به انگلیسی: convection): جابه‌جایی ذرات و املاح همراه با جریان صورت می‌پذیرد. مانند صافش (فیلتراسیون) با منافذِ دارای اندازهٔ بزرگ‌تر، مانند ریزپالایش
3. انتفال الکتریکی (به انگلیسی: electromigration): جذب یا دفع املاح ناشی از بارهای داخل و کنار غشا است.

علاوه بر آن، سازوکارهای جلوگیری از انتقال مواد در نانوفیلتراسیون پیچیده‌تر از سایر شکل‌های صافش هستند. بیشتر سیستم‌های صافش تنها براساس اندازهٔ ذرات عمل می‌کنند؛ اما در مقیاس‌های کوچک‌تر که در نانوفیلتراسیون با آن‌ها سر و کار داریم، باید تأثیرات بار سطحی بر روی املاح باردار کوچک و هم‌چنین تأثیرات هیدراسیون را تأثیر گرفت. از آن‌جا که مولکول‌های داخل محلول توسط پوسته‌ای از مولکول‌های آب اطراف پوشانده شده‌اند. باید توجه داشت پی اچ محلول تأثیر زیادی بر بار سطح می‌گذارد، و بر همین اساس می‌توان روشی را برای درک و کنترل بهتر عدم نفوذ ارائه داد.
سازوکارهای نفوذپذیری انتخابی به‌شدت از اندازهٔ منافذ غشا، گرانروی حلال، ضخامت غشا، نفوذپذیری مواد حل‌شونده، دمای محلول، پی اچ محلول و ثابت دی‌الکتریک غشا تأثیر می‌پذیرند. چگونگی توزیع و پخش‌شدن اندازهٔ منافذ نیز مهم است. مدل‌سازی دقیق نانو فیلتراسیون بسیار چالش‌برانگیز است. این کار را می‌توان با استفاده از کاربردهای معادلهٔ Nernst–Planck انجام داد، گرچه برای این کار باید اعتماد زیادی به پارامترها و داده‌های تجربی به‌دست آمده داشت.